# Lee-Way
Lee-Way è un album di Lee Morgan, pubblicato dalla Blue Note Records nel 1960.Il disco fu registrato il 28 aprile 1960 al Van Gelder Studio di Englewood Cliffs, New Jersey (Stati Uniti).

## Tracce
Lato A
1. These Are Soulful Days – 9:22 (Calvin Massey)
2. The Lion and the Wolff – 9:38 (Lee Morgan)

Lato B
1. Midtown Blues – 12:06 (Jackie McLean)
2. Nakatini Suite – 8:09 (Calvin Massey)

## Musicisti
- Lee Morgan - tromba
- Jackie McLean - sassofono alto
- Bobby Timmons - pianoforte
- Paul Chambers - contrabbasso
- Art Blakey - batteria